# TelevisaUnivision
TelevisaUnivision (anteriormente conhecida como Univision Communications) é uma empresa de mídia mexicano-estadunidense com sede em Nova York e na Cidade do México, proprietária da rede de televisão hispânica Univision. O conglomerado de mídia Televisa detém 45% da empresa.
Desde a sua fundação no início dos anos 1960 como Rede Internacional Espanhola (SIN), a primeira rede de televisão em língua espanhola dos Estados Unidos, a empresa atende a hispânicos e latino-americanos. Atualmente é um conglomerado multimídia, com canais a cabo, incluindo 65 emissoras de televisão, rede de rádios, aplicativos e produtos online e móveis.

## Propriedades
O portfólio de propriedades da TelevisaUnivision consiste em rede de televisão aberta e a cabo e redes digitais. As propriedades também incluem produtos de consumo e licenciamento de marcas. Além disso, a Televisa é proprietária de um time mexicano de futebol da primeira divisão (Club América) e do estádio onde joga (Estádio Azteca).

### Televisão
A TelevisaUnivision fornece programação em todo o México por meio de quatro redes, e nos Estados Unidos via Univision e UniMás por meio de afiliadas locais. 253 emissoras de televisão locais mexicanas (54,8% do total de redes comerciais) e 59 emissoras de televisão locais dos EUA exibem programação de todas as seis redes terrestres.
As seis redes terrestres são:
- Las Estrellas
- Canal 5
- Nueve
- Foro
- Univision
- UniMás

### TV a Cabo
A TelevisaUnivision também opera uma subsidiária chamada Televisa Networks (muitas vezes reconhecida na indústria do entretenimento por seu apelido anterior, Visat). Sendo responsável pela distribuição de programas da TelevisaUnivision México por satélite. É a Televisa Networks que distribui o sinal de Las Estrellas via satélite para a Europa, Austrália e Nova Zelândia. Em 2019, a subsidiária passou a ser conhecida como Televisa Internacional, com a Televisa Networks sendo incorporada à divisão internacional da empresa. Outros canais sob o guarda-chuva da Televisa Networks incluem:
- Adrenalina Sports Network – canal focado no UFC (distribuição exclusiva para toda a América Latina).
- Bandamax - uma estação de música Banda, Norteño e Regional Mexicana.
- De Película (HD) - canal de filmes mexicanos.
- De Película Clásico – canal de cinema mexicano focado em filmes antigos.
- Distrito Comedia – canal que produz sitcoms e programas de comédia desde a década de 1970 até o presente. Antes de 1º de outubro de 2012, era conhecida como Clásico TV.
- Golden e Golden Edge (HD) – canal de filmes, exibindo sucessos de bilheteria de Hollywood e outros filmes.
- Golden Premier - canal de filmes, exibindo filmes estreados após 2011.
- Las Estrellas Internacional (HD) – versão internacional da rede mexicana, disponível apenas fora do México (principalmente Europa, Austrália e Nova Zelândia).
- Telehit Música – um canal de videoclipes em espanhol focada em música tropical (salsa, bachata, reggaeton, etc.).
- TUDN (HD) – canal de esportes frequentemente distribuído em serviços de cabo premium. Mostra as ligas europeias de futebol (França e Espanha) e torneios de esportes menos populares no México. (disponível apenas no México, América Central e República Dominicana).
- TeleHit (HD) - canal de música que exibe regularmente vídeos de música pop e shows de comédia para adultos
- Telemundo Internacional – mostra novelas, programas, notícias e muito mais da Telemundo. (disponível como canal da Televisa apenas no México).
- BitMe – sua transmissão começou após o fechamento de seu canal antecessor Tiin. Com foco em videogames e anime, tem um acordo com a Toei Animation e também com a Sentai Filmworks para distribuir seus animes.
- TLN (TLNetwork) – exibe novelas e séries de TV em português . (disponível apenas em Angola, Brasil, Portugal e Moçambique).
- TLNovelas (HD) – uma rede dedicada a telenovelas clássicas.
- Telenovela Channel – um canal de telenovela dublado em inglês nas Filipinas; rede de propriedade da Beginnings at Twenty Plus, Inc. com a parceria da Televisa. O canal funciona 24 horas por dia.
- Unicable - apresenta programação da Univision e produções originais.
- Univision Latin America – apresenta programação da Televisa e Univision.

### Rádio
- Uforia Audio Network (58 estações de rádio locais)[7]

### Internet/streaming
- Se Habla USA
- Univision.com e Univision app
- Uforia Música app
- TUDN app
- Noticias Univision app
- Univision/Univision Now App
- La Fabrica UCI
- Blim TV App
- ViX (anteriormente PrendeTV)
- Pantaya, serviço de streaming

### Produtos e outros serviços
- Univision Contigo
- Univision Farmacia
- Univision Mastercard[8]
- Simplemente Delicioso[9]
- Telenovelas
- TUDN
- Despierta América
- Nuestra Belleza Latina[10]
- Antahkarana[11]
- Nmás[12]

### Outras propriedades
- Entravision Communications (10%)[13][14]